# Alexander Zverev
Alexander "Sascha" Zverev (oroszul: Александр Зверев) (Hamburg, 1997. április 20. –) olimpiai bajnok német hivatásos teniszező. Ő a második legfiatalabb top 10-es játékos az ATP világranglistán. Zverev volt a 2018-as ATP World Tour Finals győztese, mellyel ő az évtized legfiatalabb év végi világbajnoka . Ő az egyetlen aktív játékos a Nagy Négyesen kívül, aki három ATP World Tour Masters 1000 győzelemmel rendelkezik. Zverevet a Nagy négyes tagjai méltó utódjuknak tekintik. Rafael Nadal jövendőbeli világelsőnek tartja, míg Novak Djokovic reméli,hogy túlszárnyalja őt. Zverev eddig 11 egyéni és 2 páros ATP trófeával rendelkezik.
Zverev tenisz családba született. Szülei, Irina és id. Alexander mindketten profi szovjet teniszezők voltak, és bátyja, Mischa szintén profi, legjobb helyezése 25. volt a világranglistán. Zverev korábbi junior világelső, és a 2014-es Australian Open verseny junior győztese volt. Hamar betört a profik közé is, 2017-ben az egyik legfiatalabb ATP Challenger Tour győztes volt. Tinédzserként két ATP bajnoki címet szerzett, és felülmúlta Roger Federert is. 20 évesen Djokovic óta a legfiatalabb játékos, aki debütált a top 20-ban. 
A 2020. évi nyári olimpiai játékokon egyéniben aranyérmet szerzett.